# Rocío de Frutos
Rocío de Frutos Domínguez (Sevilla, 1978) es una soprano española. Ha cantado con numerosas orquestas, entre ellas la Capella Reial de Catalunya, Musica Ficta, Le Concert des Nations, Hesperion XXI, Orquesta Barroca de Sevilla, Orquesta Sinfónica Hispalense y  Ars Atlántica.

## Discografía
- Vásquez (1500-1560). Soledad tengo de ti.[2]
- Pergolesi. Stabat Mater. Orquesta de Cámara Europea. Director José Carlos Carmona.
- Granada (1013-1502). Jordi Savall, Hespèrion XXI, La Capella Reial de Catalunya.
- Francisco López Capillas (1614-1674). Capella Prolationum. Ensemble La Danserye.
- Messe en si mineur. J.S. Bach (1685-1750). La Capella Reial de Catalunya, Le Concert des Nations. Jordi Savall,